# العلاقات البولندية البيلاروسية
العلاقات البولندية البيلاروسية هي العلاقات الثنائية التي تجمع بين بولندا وروسيا البيضاء.

## مقارنة بين البلدين
هذه مقارنة عامة ومرجعية للدولتين:
| وجه المقارنة                                              | بولندا                                                                             | روسيا البيضاء                    |
| --------------------------------------------------------- | ---------------------------------------------------------------------------------- | -------------------------------- |
| المساحة (كم2)                                             | 312.68 ألف                                                                         | 207.60 ألف                       |
| عدد السكان (نسمة)                                         | 38.43 مليون                                                                        | 9.50 مليون                       |
| الكثافة السكانية (ن./كم²)                                 | 122.91                                                                             | 45.76                            |
| العاصمة                                                   | وارسو                                                                              | مينسك                            |
| اللغة الرسمية                                             | اللغة البولندية                                                                    | اللغة البيلاروسية، اللغة الروسية |
| العملة                                                    | زلوتي بولندي                                                                       | روبل بلاروسي                     |
| الناتج المحلي الإجمالي (بليون دولار)                      | 524.51 مليار                                                                       | 54.44 مليار                      |
| الناتج المحلي الإجمالي (تعادل القوة الشرائية) بليون دولار | 1.02 تريليون                                                                       | 168.35 مليار                     |
| الناتج المحلي الإجمالي الاسمي للفرد دولار أمريكي          | 12.55 ألف                                                                          | 5.74 ألف                         |
| الناتج المحلي الإجمالي للفرد دولار أمريكي                 | 26.14 ألف                                                                          | 18.18 ألف                        |
| مؤشر التنمية البشرية                                      | 0.843                                                                              | 0.798                            |
| رمز المكالمات الدولي                                      | +48                                                                                | +375                             |
| رمز الإنترنت                                              | .pl                                                                                | .by، .бел                        |
| المنطقة الزمنية                                           | توقيت وسط أوروبا، ت ع م+01:00، ت ع م+02:00، أوروبا/وارسو ‏، توقيت وسط أوروبا الصيفي | ت ع م+03:00                      |

## مدن متوأمة
في ما يلي قائمة باتفاقيات التوأمة بين مدن بولندية وبيلاروسية:
- ترتبط سووبسك مع غرودنو باتفاقية توأمة.
- ترتبط بياويستوك مع غرودنو باتفاقية توأمة منذ 1994.[14][15][16][16]
- ترتبط Sulęcin County [الإنجليزية]‏ مع بارانافيتشي باتفاقية توأمة منذ 2009.
- ترتبط البلنغ مع Novogrudok [الإنجليزية]‏ باتفاقية توأمة منذ 1994.[17][17]
- ترتبط Chojnice [الإنجليزية]‏ مع مازير باتفاقية توأمة.
- ترتبط وودج مع مينسك باتفاقية توأمة منذ 28 نوفمبر 2003.[18][19][20][21]
- ترتبط غدينيا مع بارانافيتشي باتفاقية توأمة منذ 1966.[17][22][23][24]
- ترتبط رادوم مع غوميل باتفاقية توأمة منذ 26 سبتمبر 1992.
- ترتبط لوبلين مع برست باتفاقية توأمة منذ 1992.[25][25]
- ترتبط بوتسك مع نوفوبولوتسك باتفاقية توأمة منذ 1972.
- ترتبط فوتسوافك مع موجيلوف باتفاقية توأمة.
- ترتبط كاليش مع مينسك باتفاقية توأمة منذ 1982.
- ترتبط سيدلس مع برست باتفاقية توأمة.
- ترتبط Terespol [الإنجليزية]‏ مع برست باتفاقية توأمة.
- ترتبط فروتسواف مع غرودنو باتفاقية توأمة منذ 1997.[26][16][26][26]
- ترتبط بيالا بودلاسكا مع بارانافيتشي باتفاقية توأمة منذ 16 مايو 2001.[27][27][27][27]
- ترتبط أوغوستوف مع سلونيم باتفاقية توأمة منذ 1996.[28][29][30][31]
- ترتبط Sulęcin [الإنجليزية]‏ مع بارانافيتشي باتفاقية توأمة منذ 2009.
- ترتبط Wejherowo [الإنجليزية]‏ مع Pastavy [الإنجليزية]‏ باتفاقية توأمة.
- ترتبط بولافي مع Nyasvizh [الإنجليزية]‏ باتفاقية توأمة منذ 1996.
- ترتبط كشالين مع ليدا باتفاقية توأمة منذ 1987.[32][32][32][32]
- ترتبط إيلك مع ليدا باتفاقية توأمة.[33]
- ترتبط غدانسك مع نوفوبولوتسك باتفاقية توأمة منذ 1996.[34][35][34][35]
- ترتبط Mińsk Mazowiecki [الإنجليزية]‏ مع أورشا باتفاقية توأمة.

## منظمات دولية مشتركة
يشترك البلدان في عضوية مجموعة من المنظمات الدولية، منها:
| علم المنظمة | اسم المنظمة                        | تاريخ انضمام بولندا | تاريخ انضمام روسيا البيضاء |
| ----------- | ---------------------------------- | ------------------- | -------------------------- |
|             | اتفاقية السماوات المفتوحة          | ?                   | ?                          |
|             | منظمة الأمن والتعاون في أوروبا     | 25 يونيو 1973       | 30 يناير 1992              |
|             | مؤسسة التمويل الدولية              | 29 ديسمبر 1987      | 2 نوفمبر 1992              |
|             | منظمة حظر الأسلحة الكيميائية       | ?                   | ?                          |
|             | الأمم المتحدة                      | 24 أكتوبر 1945      | 24 أكتوبر 1945             |
|             | الاتحاد الدولي للاتصالات           | 1921                | 7 مايو 1947                |
|             | منظمة الشرطة الجنائية الدولية      | ?                   | ?                          |
|             | البنك الدولي للإنشاء والتعمير      | 27 يونيو 1986       | 10 يوليو 1992              |
|             | الاتحاد البريدي العالمي            | 1 مايو 1919         | ?                          |
|             | وكالة ضمان الاستثمار متعدد الأطراف | 29 يونيو 1990       | 3 ديسمبر 1992              |
|             | يونسكو                             | 6 نوفمبر 1946       | 12 مايو 1954               |
|             | مجموعة الموردين النوويين           | ?                   | ?                          |

## أعلام
هذه قائمة لبعض الشخصيات التي تربطها علاقات بالبلدين:
- إغور ليوشوك (لاعب كرة قدم بولندي، 30 مايو 1985[42] – )
- تاديوش كوسيوسكو (سياسي أمريكي، 12 فبراير 1746[43][44][45] – 15 أكتوبر 1817[46][45][47])
- فلاديسلاف الثالث (31 أكتوبر 1424[48][49] – 10 نوفمبر 1444[48][49])
- فليكس دزيرجينسكي (11 سبتمبر 1877[50] – 20 يوليو 1926[51][50][52])
- قنسطنطين روكوسوفسكي (9 ديسمبر 1896 – 3 أغسطس 1968[53])
- ميخائيل سيفاكوف (لاعب كرة قدم بيلاروسي، 16 يناير 1988[54] – )
- نابليون أوردا (11 فبراير 1807[55][56] – 26 أبريل 1883[55][57][56])

## وصلات خارجية
- موقع وزارة الخارجية البولندية
- موقع وزارة الخارجية البيلاروسية